# Aylin Tezel

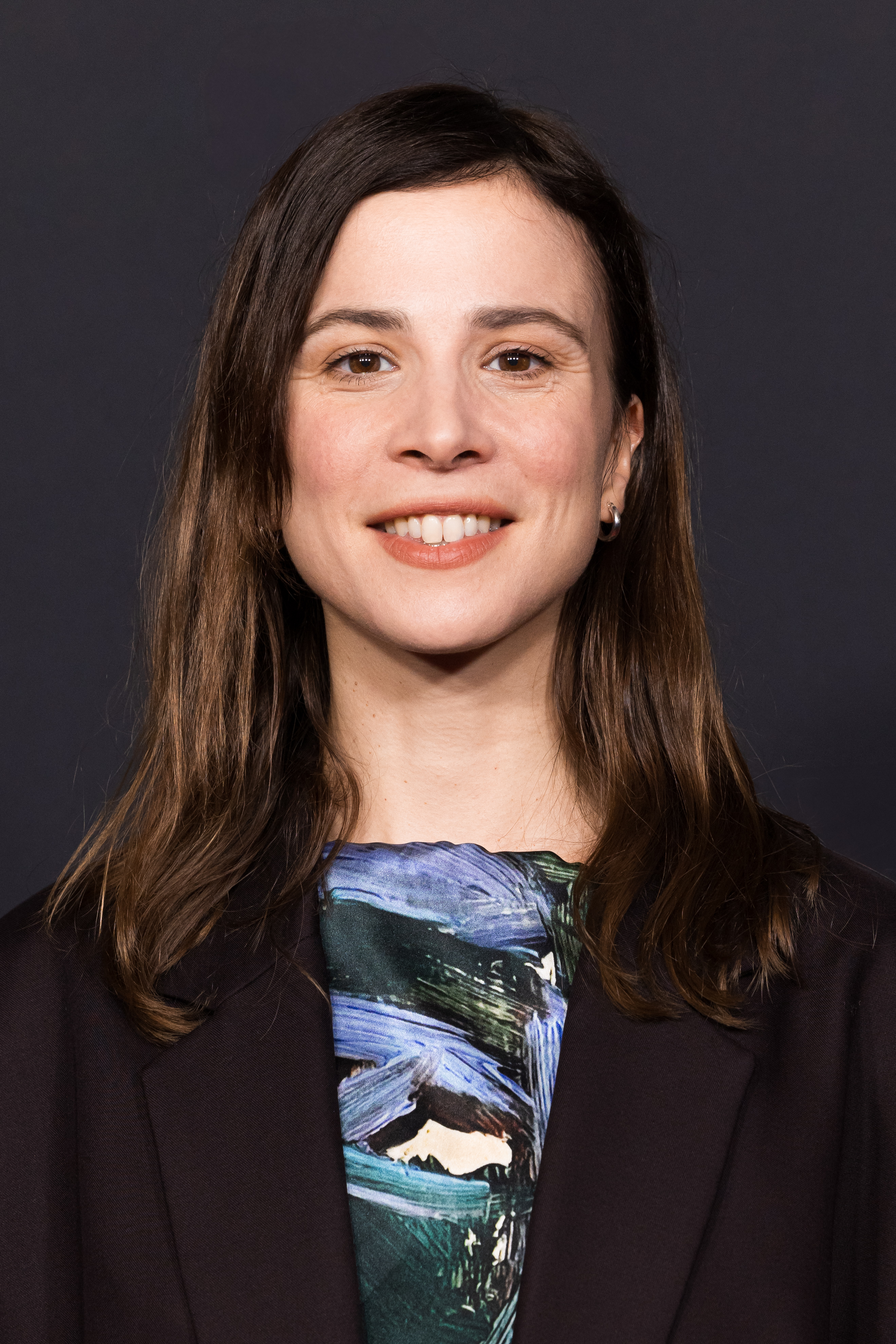
Aylin Tezel (2024)

Aylin Tezel (* 29. November 1983 in Bünde/Westfalen) ist eine deutsche Schauspielerin und Regisseurin.

## Leben
Aylin Tezel wurde als Tochter einer deutschen Krankenschwester und eines türkischen Arztes in Bünde (Kreis Herford) in Ostwestfalen geboren und wuchs im Bielefelder Stadtteil Sennestadt auf.
Seit ihrem sechsten Lebensjahr tanzt Tezel. Sie erhielt eine Tanzausbildung (klassisches Ballett, zeitgenössischer Tanz und Hip-Hop) und absolvierte später noch eine Tanzpädagogik-Ausbildung. Nach dem Abitur an der Hans-Ehrenberg-Schule in Bielefeld-Sennestadt besuchte Tezel die Hochschule für Schauspielkunst Ernst Busch in Berlin. Sie brach ihre Ausbildung ab und begann Filme zu drehen. Schon vorher hatte Aylin Tezel, die sich bereits im Alter von 15 Jahren intensiv für das Theater interessierte, an Tanz- sowie Schauspielfortbildungen mit Lehrern wie Yoshi Oida und Royston Maldoom teilgenommen.
Erste Fernsehrollen folgten 2007. Besondere Bekanntheit erreichte Tezel Ende 2007 durch die Darstellung einer Hauptfigur in dem umstrittenen Film Wem Ehre gebührt aus der Krimi-Reihe Tatort. 2008 erschien der Kinofilm Unschuld von Andreas Morell, frei erzählt nach dem Bühnenstück Reigen von Arthur Schnitzler, ein Ensemblefilm, in dem Tezel neben Leslie Malton in einer Hauptrolle zu sehen ist. Morell besetzte sie im selben Jahr auch für seine Filmbiografie Giacomo Puccini – Die dunkle Seite des Mondes, wo sie an der Seite von Peter Hladik die Rolle der Maria Anna Coriasco übernahm.
Im Jahr 2009 spielte die Schauspielerin Hauptrollen in den Kinofilmen Bis aufs Blut – Brüder auf Bewährung (First Steps Award 2010) sowie in Yasemin Şamderelis Überraschungserfolg Almanya – Willkommen in Deutschland. Der Film wurde 2011 – außer Konkurrenz – bei den 61. Internationalen Filmfestspielen Berlin aufgeführt und gewann beim Deutschen Filmpreis 2011 die Lola für das beste Drehbuch und den Deutschen Filmpreis in Silber für den Besten Film. Ebenfalls 2011 war sie in der Hauptrolle der Bloch-Folge Inschallah als 17-jährige Halb-Irakerin und Tochter von Susanne Lothar zu sehen und drehte unter der Regie von Dietrich Brüggemann die Teamworx-Kinokomödie 3 Zimmer/Küche/Bad. In dem ARD-Märchenfilm Aschenputtel spielte Aylin Tezel die Titelrolle neben Barbara Auer als Stiefmutter.

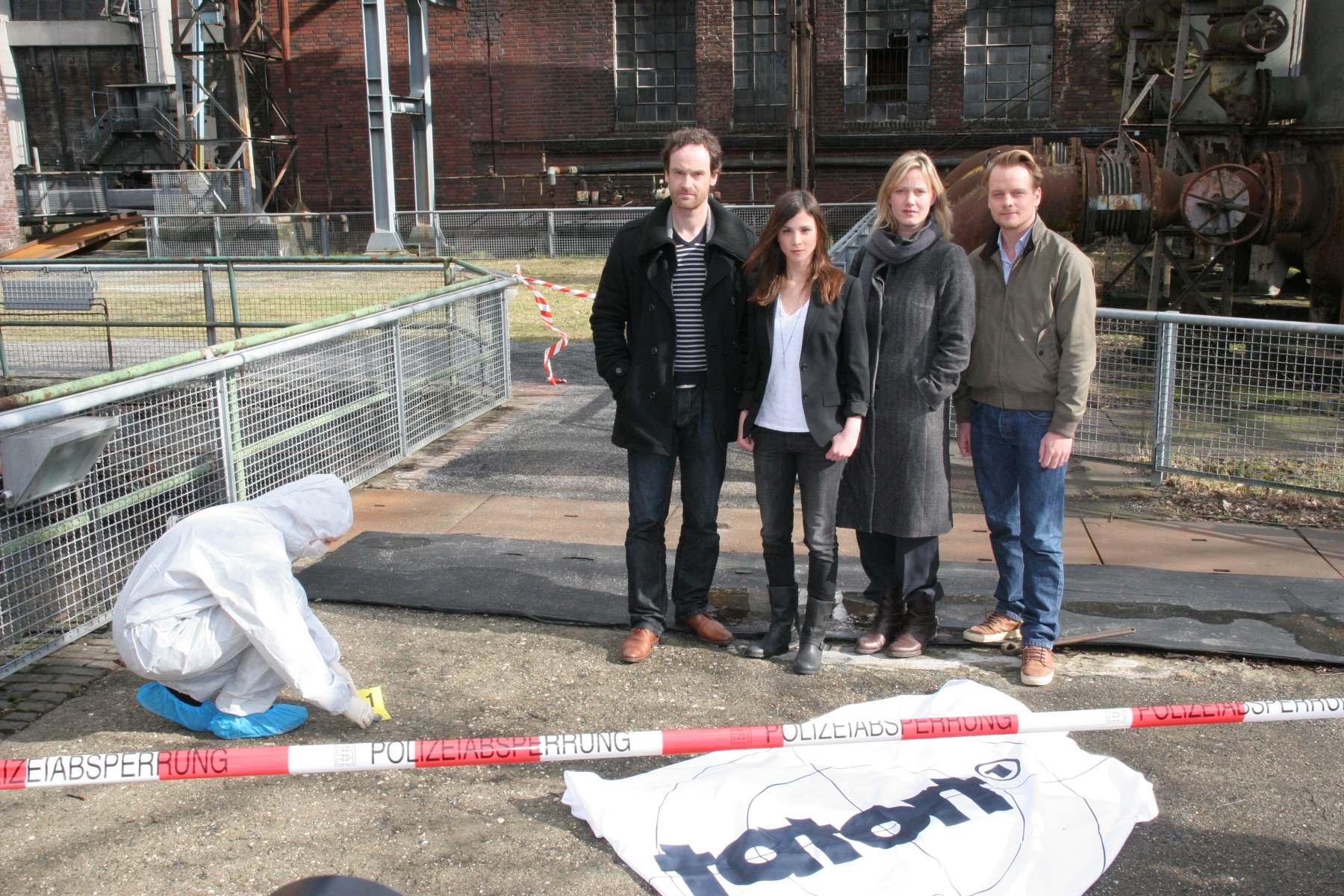
Aylin Tezel als Teil des Dortmunder Tatort-Teams (2012)

Ab 2012 gehörte Aylin Tezel als Ermittlerin Nora Dalay zum Dortmunder Tatort-Team des WDR um Jörg Hartmann und Anna Schudt. Die ersten Folgen wurden im September und November 2012 ausgestrahlt, jährlich gab es ein bis drei neue Fälle. Im Februar 2019 gab Tezel ihren Ausstieg aus der Reihe bekannt. Am 29. November 2020 wurde die letzte Folge mit ihr gesendet.
Für ihre Hauptrolle im Kinofilm Am Himmel der Tag als ungewollt schwangere Studentin Lara Pielot, die eine Totgeburt erleidet, gewann Tezel 2012 den Preis als Beste Schauspielerin beim 30. Torino Film Festival und 2013 den Deutschen Schauspielerpreis in der Kategorie Beste Schauspielerin Nachwuchs. Außerdem wurde sie für diese Rolle nominiert als Beste Darstellerin für den Preis der deutschen Filmkritik und erhielt den Preis für Bestes Schauspiel beim 42. Sehsüchte-Filmfestival. In der Begründung der Sehsüchte-Jury, der unter anderen der Regisseur Andreas Dresen angehörte, heißt es:

„Aylin Tezel hat uns durch ihre in jeder Hinsicht beherzte Darstellung der Lara in Pola Becks ‚Am Himmel der Tag‘ überzeugt. Für ihren Mut, sich dieser Rolle schutzlos auszuliefern, für ihr sehr persönliches Spiel, das sich nicht vor Ecken und Kanten scheut und für den Funken Humor, den sie sich durch alle emotionalen Abgründe ihrer Figur hindurch behält, möchten wir ihr den Preis für Bestes Schauspiel 2013 verleihen.“

Sie spielte 2014 die weibliche Hauptrolle Heidi im Film Coming In. Im Oktober 2015 war sie in einer kleinen Rolle in der fünften Staffel der US-amerikanischen Fernsehserie Homeland zu sehen. Außerdem erschien die Kinokomödie Macho Man, in der Tezel die weibliche Hauptrolle neben Christian Ulmen und Dar Salim spielt. Für ihre Rolle der 19-jährigen Schwangeren Lilli in der TV-Komödie Kleine Schiffe an der Seite von Katja Riemann erhielt sie 2015 den Deutschen Schauspielerpreis in der Kategorie Beste Schauspielerin in einer komödiantischen Rolle. Im Jahr 2016 wurde sie mit dem Filmpreis der Stadt Hof ausgezeichnet und spielte die Hauptrolle im ARD-Fernsehfilm Die Informantin, in dem sie die Rolle einer von der Polizei in eine Drogenschmugglerbande eingeschleusten Kontaktperson spielt. Für die Fortsetzung mit dem Titel Die Informantin – Der Fall Lissabon, die im April 2019 im Ersten ausgestrahlt wurde, schlüpfte sie erneut in diese Rolle.
Für den historischen ZDF-Fernsehfilm Zwischen Himmel und Hölle über den Beginn der Reformation in Wittenberg stand Tezel 2016 an der Seite von Maximilian Brückner, Jan Krauter und Johannes Klaußner in der Rolle der Nonne Ottilie Müntzer vor der Kamera. 2017 war sie in der vom kanadischen CBC Television produzierten Agentenserie X Company zu sehen. Sie spielte in sechs Folgen der dritten Staffel die jüdische Widerstandskämpferin Zosia und sprach dafür Englisch mit polnischem Akzent. Sie stand neben Joseph Gordon-Levitt für Dreharbeiten zu dem Kinothriller 7500 vor der Kamera, bei dem Patrick Vollrath Regie führte. Der Film wurde im August 2019 beim internationalen Locarno Film Festival uraufgeführt und startete am 27. Dezember 2019 in den deutschen Kinos.
Aylin Tezel schrieb das Drehbuch und führte Regie bei dem Kurzfilm Phoenix, in dem Killian Scott, Bríd Brennan und Leonie Benesch die Hauptrollen spielen. Der Film hatte seine deutsche Premiere im Kurzfilm-Wettbewerb des Filmfestival Max Ophüls Preis im Januar 2020. In der sechsteiligen ZDFneo-Krimiserie Unbroken war sie im Februar 2021 in der Hauptrolle der hochschwangeren Kommissarin Alexandra „Alex“ Enders zu sehen.
2022 führte sie Regie in dem in englischer Sprache in London und Schottland gedrehtem Film Falling into Place, der von der Film- und Medienstiftung NRW mit 500.000 Euro gefördert wurde. Der Film ist ihr Debüt als Drehbuchautorin und Regisseurin. Zugleich übernahm sie die Hauptrolle. Marc Rothemund besetzte sie an der Seite von Florian David Fitz als albanische Mutter Fatime eines autistischen Sohnes in der Tragikomödie Wochenendrebellen, die am 28. September 2023 in den deutschen Kinos startete.
Im Mai 2024 wurde Tezel Mitglied der European Film Academy.
Tezel lebt in Berlin, pendelt aber häufig nach London.

## Filmografie (Auswahl)

### Kino
- 2008: Unschuld
- 2010: Riss (Kurzfilm)
- 2010: Bis aufs Blut – Brüder auf Bewährung
- 2010: Luks Glück
- 2011: Almanya – Willkommen in Deutschland
- 2011: Ameisen gehen andere Wege
- 2012: Rhinos (Kurzfilm)
- 2012: 3 Zimmer/Küche/Bad
- 2012: Am Himmel der Tag
- 2013: Tanz mit ihr (Kurzfilm)
- 2014: Auf das Leben!
- 2014: Coming In
- 2015: Lost in the Living
- 2015: Macho Man
- 2017: The Yellow Birds
- 2018: Liliane Susewind – Ein tierisches Abenteuer
- 2019: 7500
- 2022: Der Russe ist einer, der Birken liebt
- 2023: Georgie (Scrapper)
- 2023: Wochenendrebellen
- 2023: Falling into Place (auch Regie und Drehbuch)

### Fernsehen
- 2007: Ein Fall für zwei (Fernsehserie, Folge Reißleine)
- 2007: Tatort: Wem Ehre gebührt (Fernsehreihe)
- 2008: Bis dass der Tod uns scheidet
- 2008: Türkisch für Anfänger (Fernsehserie, Die, in der ich wieder 17 bin)
- 2008: Giacomo Puccini – Die dunkle Seite des Mondes
- 2009: Sui tuoi passi
- 2010: Großstadtrevier (Fernsehserie, Folge Liebe macht blind)
- 2011: Notruf Hafenkante (Fernsehserie, Folge Hoteldiebe)
- 2011: SOKO Stuttgart (Fernsehserie, Folge Blech)
- 2011: Tiere bis unters Dach (Fernsehserie, Folge Reiterfreuden)
- 2011: Bloch: Inschallah (Fernsehreihe)
- 2011: Aschenputtel
- 2012–2020: Tatort (Fernsehreihe) → siehe Faber, Bönisch und Dalay
- 2013: Doc meets Dorf (Fernsehserie, Folge Ein Pflaster macht noch keine Narbe)
- 2013: Kleine Schiffe
- 2015: SCHULD nach Ferdinand von Schirach (Fernsehreihe, Folge Schnee)
- 2015: Homeland (Fernsehserie, Folge Das Schließfach)
- 2016: Die Informantin (Fernsehreihe)
- 2016: Paare (Fernsehserie, Folge Fall 18)
- 2017: X Company (Miniserie, 6 Folgen)
- 2017: Zwischen Himmel und Hölle
- 2018: Der Polizist und das Mädchen
- 2018: The Mind of a Murderer (Fernsehserie, Folge Forever yours)
- 2019: Die Informantin – Der Fall Lissabon
- 2019: Deep Water (Miniserie, Folge 1x05)
- 2019: Der Club der singenden Metzger
- 2021: Unbroken (Fernsehserie, 6 Folgen)

## Auszeichnungen

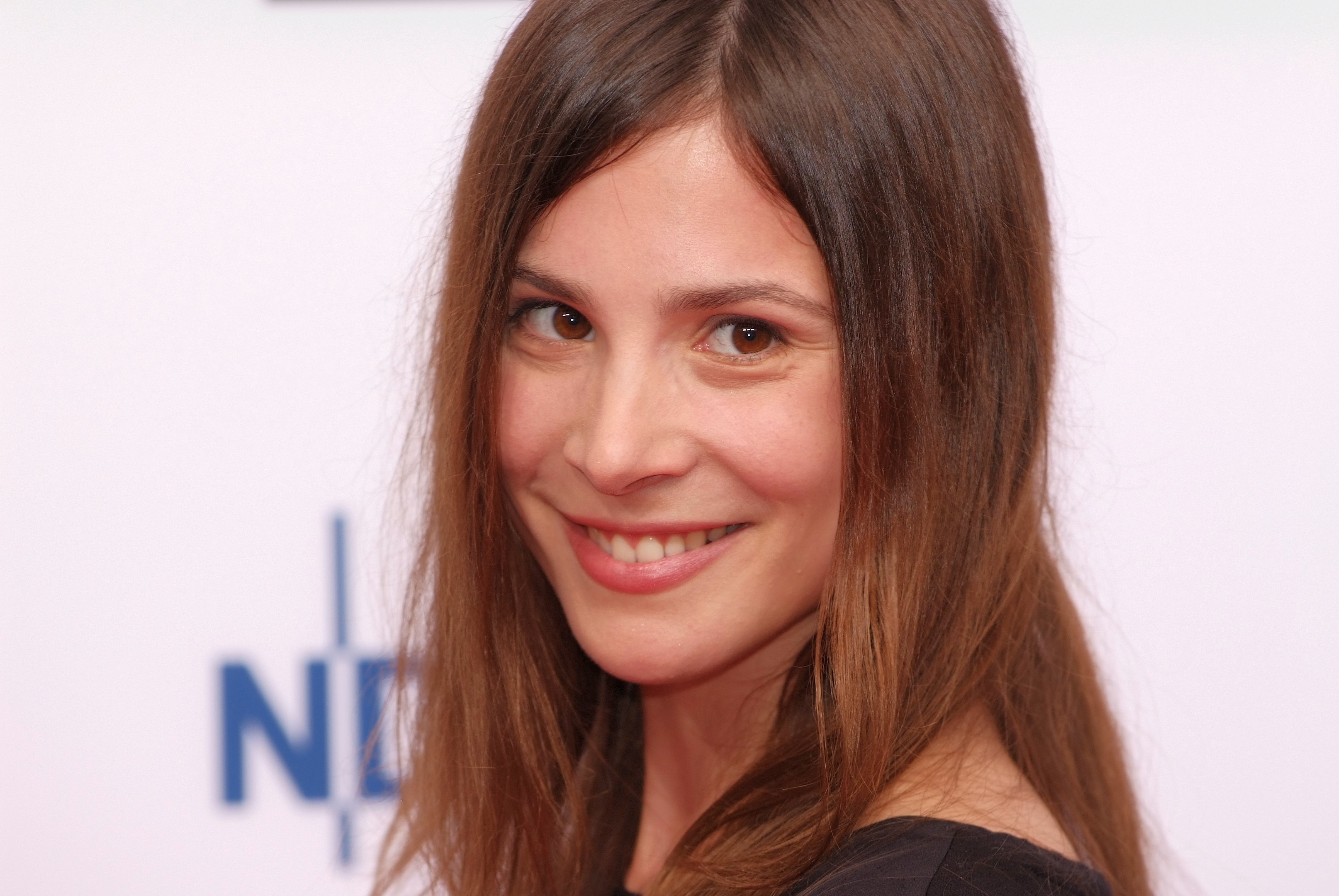
Aylin Tezel beim Studio Hamburg Nachwuchspreis 2012

- 2012: Preis als Beste Schauspielerin beim 30. Torino Film Festival für ihre Hauptrolle Lara im Film Am Himmel der Tag
- 2013: Askania Shooting Star Award (Askania Award)
- 2013: Deutscher Schauspielerpreis (Beste Schauspielerin Nachwuchs für Am Himmel der Tag)
- 2013: Nominierung Preis der deutschen Filmkritik 2012 als beste Darstellerin für Am Himmel der Tag und 3 Zimmer/Küche/Bad
- 2013: Preis für Bestes Schauspiel beim Filmfestival Sehsüchte 2013 für Am Himmel der Tag
- 2013: Nominierung Hessischer Filmpreis als beste Schauspielerin für Am Himmel der Tag
- 2015: Nominierung Jupiter Award als beste TV-Darstellerin
- 2015: Deutscher Schauspielerpreis als beste Darstellerin in einer komödiantischen Rolle für Kleine Schiffe
- 2016: Internationale Hofer Filmtage: Filmpreis der Stadt Hof
- 2019: Nominierung Internationales Trickfilm-Festival Stuttgart als beste Synchronsprecherin für ihre Rolle Meechee in Smallfoot
- 2020: Nominierung Jupiter Award als beste TV-Darstellerin
- 2020: Bayerischer Fernsehpreis, als beste Schauspielerin für ihre Rolle in Der Club der singenden Metzger
- 2021: Nominierung Deutscher Fernsehpreis als beste Schauspielerin für ihre Rolle Alex in Unbroken
- 2021: Preis als beste Hauptdarstellerin der Deutsche Akademie für Fernsehen, für ihre Rolle Alex in Unbroken
- 2022: Fernsehfilmfestival Baden-Baden – Ehrenpreis der Akademie der Darstellenden Künste[14]
- 2023: Tallinn Black Nights Film Festival – FIPRESCI-Preis für Falling into Place[15]
- 2024: Berliner Bär (B.Z.-Kulturpreis)[16]